# Список кардиналов, возведённых папой римским Иннокентием VI

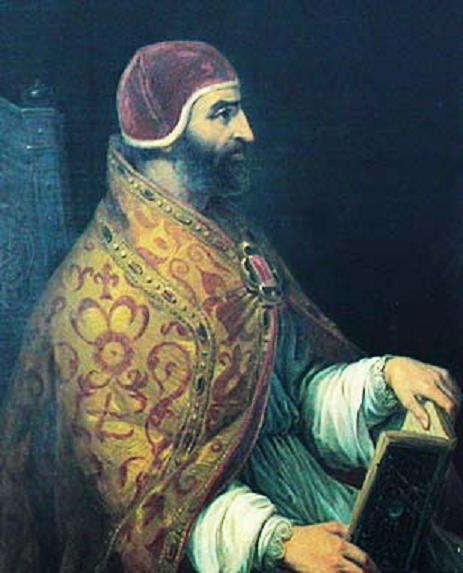
Папа Иннокентий VI

Кардиналы, возведённые Папой римским Иннокентием VI — 15 прелатов и клириков были возведены в сан кардинала на трёх Консисториях за почти десятилетний понтификат Иннокентия VI.
Самой крупной консисторией были Консистория от 17 сентября 1361 года, на которой было возведено восемь кардиналов.

## Консистория от 15 февраля 1353 года
- Одуэн Обер, епископ Мажюлона (Франция).

## Консистория от 23 декабря 1356 года
- Эли де Сент-Ирье, O.S.B., епископ Юзеса (Франция);
- Франческо дельи Атти, епископ Флоренции (Флорентийская республика);
- Пьер де Монтеру, избранный епископ Памплоны (Авиньонское папство);
- Гийом Фаринье, O.F.M., генеральный министр своего ордена (Франция);
- Николас Росселл, O.P., провинциальный приор и инквизитор в провинции Арагон (королевство Арагон);
- Пьер де ла Форе, архиепископ Руана (Франция).

## Консистория от 17 сентября 1361 года
- Фортаньер де Вассаль, O.F.M., патриарх Градо (Венецианская республика);
- Пьер Этье, епископ Дакса (Франция);
- Жан де Блёзак, епископ Нима (Франция);
- Жиль Эселен де Монтегю, епископ Теруана, канцлер Франции (Франция);
- Андруан де ла Рош, O.S.B., аббат Клюни (Франция);
- Этьен Обер ле Жён, избранный епископ Каркассона (Франция);
- Гийом Брагоз, избранный епископ Вабра (Франция);
- Юг де Сен-Марсиаль, пробст Дуэ (Франция).